# Lissonota zonalis
Lissonota zonalis là một loài tò vò trong họ Ichneumonidae.